# Мунтжаки
Мунтжаките (Muntiacus) са най-древния род Еленови. Техни останки са открити в пластове от Миоцена отпреди 15-35 милиона години във Франция и Германия. Представляват голям интерес в еволюционно и генетично отношение, още повече че през последните години бяха открити няколко нови вида.
Таксономичната класификация на Мунтжаките все още не е напълно изяснена. Някои учени ги отделят заедно с Качулатите елени (Elaphodus) в подсемейство (Muntiacinae).
Таксона Muntiacus muntjak по-рано включвал reevesi, feae, rooseveltorum и crinifrons, но съвременните проучвания сочат категорично, че става въпрос за отделни видове.

## Видове
- Борнейски жълт мунтжак (на латински: Muntiacus atherodes)
- Тенасеримски мунтжак (на латински: Muntiacus feae), мунтжак на Феа
- Мунтжак на Рузвелт (на латински: Muntiacus rooseveltorum)
- Обикновен мунтжак (на латински: Muntiacus muntjak)
- Черен мунтжак (на латински: Muntiacus crinifrons)
- Гонгшански мунтжак (на латински: Muntiacus gongshanensis)
- Китайски мунтжак (на латински: Muntiacus reevesi), мунтжак на Рийвс
- Пухоатенски мунтжак (на латински: Muntiacus puhoatensis)
- Путаоски мунтжак (на латински: Muntiacus putaoensis)
- Труонгсонски мунтжак (на латински: Muntiacus truongsonensis)
- Гигантски мунтжак (на латински: Muntiacus vuquangensis)